# Педија (Катанцаро)
Педија је насеље у Италији у округу Катанцаро, региону Калабрија.
Према процени из 2011. у насељу је живело 32 становника. Насеље се налази на надморској висини од 153 м.